# HD 21903
HD 21903，又名BD+59 675，SAO 24111、HR 1077，是一颗恒星，视星等为6.46，位于銀經142.05，銀緯3.39，其B1900.0坐标为赤經3h 26m 50.6s，赤緯+59° 3.39′ 13″。